# 盐湖乡
盐湖乡，又名擦咔乡，是中华人民共和国西藏自治区阿里地区革吉县下辖的一个乡镇级行政单位。

## 行政区划
盐湖乡下辖以下地区：
羌堆村和羌麦村。